# Jennifer Salt
Jennifer Salt (Los Ángeles, 4 de septiembre de 1944) es una productora, guionista y actriz estadounidense.

## Biografía
Salt nació en Los Ángeles, California. Sus padres fueron el guionista Waldo Salt y la actriz Mary Davenport, tiene una hermana menor llamada Deborah que nació en 1949. Su madrastra fue la escritora Eve Merriam. Asistió a High School of Performing Arts en la ciudad de Nueva York y se graduó de Sarah Lawrence College.
Hizo varias apariciones en el escenario, ganando un premio 1971 Theater World como actriz principal en la obra, Día del padre, pero es más recordada como Eunice Tate-Leitner, la hija snob de Chester y Jessica Tate en la comedia de televisión Soap. Su primer papel en cine fue en la película "Midnight Cowboy" (1969), como Crazy Annie. Mientras vivía con la actriz Margot Kidder en  Malibu a principios de la década de 1970, trabajó en conjunto con el director estadounidense Brian De Palma en las películas The Wedding Party (1969), Hi, Mom! (1970) y Hermanas (1972 ), y apareció con Cornel Wilde y Scott Glenn en la película para televisión, Gargoyles (1972).
Salt se retiró de la actuación en 2003 para continuar enfocada en su carrera como escritora. Trabajó en ese tiempo con los guiones de los episodios para Nip/Tuck y otros programas. Ella es coescritora del guion de la película Eat Pray Love (2010) protagonizada por Julia Roberts.
En 2006, fue nominada para el premio  Writers Guild of America Award por el episodio "Nip/Tuck", "Rhea Reynolds". En 2011, se unió a la serie de horror American Horror Story por FX  como escritora y coproductora ejecutiva.